# Bortigali
Bortigali település Olaszországban, Szardínia régióban, Nuoro megyében. Lakosainak száma 1214 fő (2023. január 1.). Bortigali Birori, Bolotana, Dualchi, Silanus és Macomer községekkel határos.

## Népesség
A település népességének változása:
| Lakosok száma | 1344 | 1335 | 1214 |
|               | 2017 | 2018 | 2023 |